# Nihónium
A nihónium (korábbi nevén ununtrium) a periódusos rendszer 113. eleme. A Magyar Tudományos Akadémia 2019. július 24-én kiadott ajánlásban javasolta a nihónium nevet, noha az elem felfedezése óta a magyar nyelvhasználók jelentős többsége a nihonium alakot használta. A 2019-ben központilag előállított, minden magyar középiskolába 2019. augusztus végén kerülő fali periódusos rendszerben a nihonium név szerepel. Vegyjele Nh, korábban Uut. Szintetizálták közvetlenül hideg és meleg fúziós reakcióval. Elsőként az ununpentium bomlása közben fedezték fel. Összesen nyolc nihónium atomot figyeltek meg ezidáig. A periódusos rendszer tulajdonságai alapján puha, ezüstös fémnek kell lennie.
Először 2003 augusztusában figyelték meg, mint az ununpentium bomlási termékét. Az eredményeket 2004 februárjában publikálta egy orosz és egy amerikai csapat.
{\displaystyle \,_{20}^{48}\mathrm {Ca} +\,_{95}^{243}\mathrm {Am} \to \,^{288,287}\mathrm {Uup} \to \,^{284,283}\mathrm {Uut} \to \ }
2004 júliusában egy japán csapat jelentette be egyetlen 278Uut atom létrehozását egy bizmut-209 és cink-70 közötti hidegfúziós reakcióban. 2004 szeptemberében publikálták eredményeiket.
{\displaystyle \,_{30}^{70}\mathrm {Zn} +\,_{83}^{209}\mathrm {Bi} \to \,_{113}^{279}\mathrm {Uut} ^{*}\to \,_{113}^{278}\mathrm {Uut} +\,_{0}^{1}\mathrm {n} }
Még 2004-ben megerősítette állításukat egy IMP-ben (Institute of Modern Physics) végzett kísérlet, amely felismerte, hogy a 266Bh bomlási értékei megegyeznek az ő kísérletükben mérttel. 
2005 áprilisában megismételték a kísérletet, ám ekkor a bomlási adatok eltértek az elsőtől, amely valószínűleg egy metastabil izomer kialakulására vezethető vissza.
2012-ben japán kutatók bejelentése erősítette meg a bizmut-cink reakció működését. 2015-ben 113. elemeként bővült vele a periódusos rendszer.
A 113. elemet nihóniumnak (Nh) keresztelték el japán felfedezői. Nihon az ázsiai szigetország japán neve. Ez az első elem, amelyet ázsiai országban fedeztek fel. A szigetországbeli tudósok 2012-ben jelentették be, hogy sikerült előállítaniuk a megfoghatatlan 113-as rendszámú elemet, amelynek atommagjában 113 proton van.
A Földön nem fordul elő természetes állapotban, ezért laboratóriumban kell előállítani.
A RIKEN Nisia Központjában (RNC) sikerült létrehozni a rendkívül instabil elemet, amely gyorsan el is bomlott. A találgatások arról szóltak, hogy japoniumnak keresztelik majd.

## Elektronszerkezet

Bohr-modell: 2, 8, 18, 32, 32, 18, 3
Kvantummechanikai modell: 1s²2s²2p63s²3p64s²3d10
4p65s²4d105p66s²4f145d10
6p67s²5f146d107p1